# 愛德華茲堡 (密歇根州)
愛德華茲堡（英語：Edwardsburg）是位於美國密歇根州卡斯縣的一個村。

## 人口
根據2020年美國人口普查的數據，愛德華茲堡的面積為2.63平方千米，當中陸地面積為2.37平方千米，而水域面積為0.26平方千米。當地共有人口1304人，而人口密度為每平方千米495人。